# 담창구

창백핵(globus pallidus, paleostriatum, dorsal pallidum) 또는 담창구(淡蒼球)는 대뇌 반구의 깊은 곳에 있는 회백색의 덩이로 비교적 큰 신경 세포가 모여 있으며, 조가비핵과 선조체 및 아래쪽에 위치한다. 한편 무의식적으로 하는 골격근의 운동을 맡아본다고 알려져있다. 담창구는 창백핵으로도 불리며 선조체의 창백핵과 선조체 바깥 아래쪽의 배쪽 창백핵(VP)으로 구분해볼 수 있다.

## 배쪽 창백핵
배쪽 창백핵(Ventral Pallidum)은 핵구조체 그룹(subcortical nuclei)으로 기저신경에 위치하고 있다. 담창구(Globus pallidus)의 바깥쪽을 따라 피각에 의하여 다른 기저신경의 핵과 분리되어 있다. 다른 말초신경들과 마찬가지로 중간 대뇌 동맥에서 혈관이 공급된다.

## 같이 보기
- 대뇌기저핵
- 대뇌변연계
- 무명질
- 줄무늬체

## 참고 문헌
- (우리말샘) 담창구 등